# Sierotki (serial animowany)
Sierotki (fr. Sophie et Virginie) – francuski serial animowany z 1990 roku. 

## Wersja polska
W Polsce emitowany na kanale TVP Regionalna (pasmo wspólne) w latach 90. z polskim lektorem i francuskim dubbingiem.

## Fabuła
Rodzice Sophie i Virginie Mercier są słynnymi podróżnikami i odkrywcami, którzy zaginęli gdzieś podczas misji w Afryce. Obie dziewczynki zostają oddane do sierocińca. Pierwsza seria opowiada o przygodach sióstr w przytułku. Dziewczynki będą próbowały odnaleźć swoich rodziców. W trakcie poszukiwań odkryją wiele tajemnic.

## Obsada (głosy)
- Amélie Morin jako Sophie Mercier
- Virginie Ledieu jako Virginie Mercier
- Brigitte Lecordier jako Boya

## Lista odcinków

### Seria I
- 01. Une journée surprenante
- 02. Seules
- 03. Le départ
- 04. Sophie
- 05. Une visite mystérieuse
- 06. Fausse piste
- 07. Une double chance
- 08. Un nouveau professeur
- 09. Un vent nouveau
- 10. Déception
- 11. Deux ombres dans la nuit
- 12. Le cadeau de Madame Lassart
- 13. La reine de la fête du vin
- 14. Un petit ange passe
- 15. Des nouvelles d'Afrique
- 16. Une nuit à Marseille
- 17. Le printemps dans le cœur
- 18. Julien disparaît
- 19. Une invitation de Lyon
- 20. Une ombre noire
- 21. Le piège est tendu
- 22. La magie noire africaine
- 23. Rendez-vous manqué
- 24. Si près l'un de l'autre
- 25. Ultime réunion
- 26. Le retour

### Seria II
- 27. Une réunion de famille
- 28. L'annonce
- 29. Premiers pas en Afrique
- 30. Le nouveau guide
- 31. L'homme ensorcelé
- 32. Nuit dans la jungle
- 33. Une aide inespérée
- 34. La découverte
- 35. Les secrets des crânes
- 36. Découverte et danger
- 37. Le grand aigle
- 38. La terrible rencontre
- 39. Nouveaux amis, vieux amis
- 40. Un village dangereux
- 41. Le plan de Frédéric
- 42. La nuit la plus sombre
- 43. D'un cauchemar surgit
- 44. Voyage vers le maître
- 45. Le visage derrière le masque
- 46. L'évasion
- 47. La course éperdue
- 48. Le sacrifice
- 49. Sans retour
- 50. Dernier espoir
- 51. Sophie revient
- 52. Le combat final

Źródło: